# Mycoleptodiscus sphaericus
Mycoleptodiscus sphaericus är en svampart som beskrevs av Ostaz. 1968. Mycoleptodiscus sphaericus ingår i släktet Mycoleptodiscus och familjen Magnaporthaceae.   Inga underarter finns listade i Catalogue of Life.